# Regionaal Stedelijk Gebied Turnhout
Regionaal Stedelijk Gebied Turnhout is een samenwerkingsverband tussen enkele gemeenten in de Noorderkempen in de provincie Antwerpen.
Het gaat om de gemeenten:
- Turnhout
- Oud-Turnhout
- Vosselaar
- Beerse

Bij de gemeentelijke fusies van 1977 bleven deze gemeenten hun autonomie behouden.  Het samenwerkingsverband beoogt een betere coördinatie tussen de verschillende gemeentebesturen.